# Ire législature de la Quatrième République française
La Ire législature de la IVe République est un cycle parlementaire qui s'est ouvert le 28 novembre 1946 et s'est terminé le 3 juillet 1951. Elle marque la victoire sans précédent du PCF alors que le MRP et la SFIO perdent des électeurs. Le tripartisme se poursuit.

## Composition de l'Assemblée nationale

### Groupes parlementaires
| Groupe parlementaire                      | Groupe parlementaire                      | Groupe parlementaire                                                            | Députés                                   | Députés                                   | Députés |  |
| Groupe parlementaire                      | Groupe parlementaire                      | Groupe parlementaire                                                            | Membres                                   | Apparentés                                | Total   |  |
| ----------------------------------------- | ----------------------------------------- | ------------------------------------------------------------------------------- | ----------------------------------------- | ----------------------------------------- | ------- |  |
|                                           | COM                                       | Communiste                                                                      | 169                                       | 0                                         | 169     |  |
|                                           | MRP                                       | Mouvement républicain populaire                                                 | 163                                       | 1                                         | 164     |  |
|                                           | SOC                                       | Socialiste                                                                      | 101                                       | 0                                         | 101     |  |
|                                           | RRRS                                      | Républicain radical et radical-socialiste                                       | 43                                        | 0                                         | 43      |  |
|                                           | PRL                                       | Parti républicain de la liberté                                                 | 35                                        | 3                                         | 38      |  |
|                                           | RI                                        | Républicains indépendants                                                       | 27                                        | 1                                         | 28      |  |
|                                           | UDSR                                      | Union démocratique et socialiste de la Résistance                               | 23                                        | 3                                         | 26      |  |
|                                           | URR                                       | Union Républicaine et Résistante (app. Communiste)                              | 13                                        | 0                                         | 13      |  |
|                                           | MIDFA                                     | Musulman indépendant pour la défense du fédéralisme algérien                    | 8                                         | 0                                         | 8       |  |
|                                           | RAPS                                      | Républicain d'action paysanne et sociale (app. Mouvement républicain populaire) | 6                                         | 2                                         | 8       |  |
|                                           |                                           |                                                                                 |                                           |                                           |         |  |
| Total de députés membre de groupes        | Total de députés membre de groupes        | Total de députés membre de groupes                                              | Total de députés membre de groupes        | Total de députés membre de groupes        | 598     |  |
|                                           | Députés non-inscrits                      | Députés non-inscrits                                                            | Députés non-inscrits                      | Députés non-inscrits                      | 20      |  |
|                                           |                                           |                                                                                 |                                           |                                           |         |  |
| Total des sièges pourvus                  | Total des sièges pourvus                  | Total des sièges pourvus                                                        | Total des sièges pourvus                  | Total des sièges pourvus                  | 618     |  |
| Total des sièges vacants et non attribués | Total des sièges vacants et non attribués | Total des sièges vacants et non attribués                                       | Total des sièges vacants et non attribués | Total des sièges vacants et non attribués | 1       |  |

Note
- Il y a 6,8 % de femmes députées[2].

### Président de l'Assemblée
Président de l'Assemblée Nationale : Vincent Auriol (1946-1947) puis Édouard Herriot

## Gouvernements successifs
La Ire législature compte douze gouvernements : 
| Nom                        | Nom             | Nom                         | Dates du mandat                  | Dates du mandat                                      | Parti                                                        | Coalition   | Président de l'Assemblée nationale | Président de l'Assemblée nationale | Président de la République (dates du mandat) | Président de la République (dates du mandat) |
| -------------------------- | --------------- | --------------------------- | -------------------------------- | ---------------------------------------------------- | ------------------------------------------------------------ | ----------- | ---------------------------------- | ---------------------------------- | -------------------------------------------- | -------------------------------------------- |
|                            |                 | Léon Blum                   | 3                                | 16 décembre 1946 22 janvier 1947 (1 mois et 6 jours) | SFIO                                                         | Tripartisme |                                    | Vincent Auriol                     | Vincent Auriol                               | Vincent Auriol                               |
|                            |                 | Paul Ramadier               | 1                                | 22 janvier 1947 4 mai 1947                           | SFIO                                                         | Tripartisme |                                    | Édouard Herriot                    |                                              | Vincent Auriol SFIO (1947–1954)              |
| 5 mai 1947 22 octobre 1947 | Troisième Force | Paul Ramadier               | 1                                |                                                      | SFIO                                                         |             |                                    | Édouard Herriot                    |                                              | Vincent Auriol SFIO (1947–1954)              |
| 2                          | Troisième Force | Paul Ramadier               | 22 octobre 1947 19 novembre 1947 |                                                      | SFIO                                                         |             |                                    | Édouard Herriot                    |                                              | Vincent Auriol SFIO (1947–1954)              |
|                            | Troisième Force |                             | Robert Schuman                   | 1                                                    | 24 novembre 1947 19 juillet 1948 (1 an, 11 mois et 28 jours) | MRP         |                                    | Édouard Herriot                    |                                              | Vincent Auriol SFIO (1947–1954)              |
|                            | Troisième Force |                             | André Marie                      | •                                                    | 26 juillet 1948 5 septembre 1948 (1 mois et 10 jours)        | RAD         |                                    | Édouard Herriot                    |                                              | Vincent Auriol SFIO (1947–1954)              |
|                            | Troisième Force |                             | Robert Schuman                   | 2                                                    | 5 septembre 1948 11 septembre 1948 (6 jours)                 | MRP         |                                    | Édouard Herriot                    |                                              | Vincent Auriol SFIO (1947–1954)              |
|                            | Troisième Force |                             | Henri Queuille                   | 1                                                    | 11 septembre 1948 6 octobre 1949 (1 an et 25 jours)          | RAD         |                                    | Édouard Herriot                    |                                              | Vincent Auriol SFIO (1947–1954)              |
|                            | Troisième Force |                             | Georges Bidault                  | 2                                                    | 28 octobre 1949 7 février 1950                               | MRP         |                                    | Édouard Herriot                    |                                              | Vincent Auriol SFIO (1947–1954)              |
| 3                          | Troisième Force | 7 février 1950 24 juin 1950 | Georges Bidault                  |                                                      |                                                              | MRP         |                                    | Édouard Herriot                    |                                              | Vincent Auriol SFIO (1947–1954)              |
|                            | Troisième Force |                             | Henri Queuille                   | 2                                                    | 2 juillet 1950 4 juillet 1950 (2 jours)                      | RAD         |                                    | Édouard Herriot                    |                                              | Vincent Auriol SFIO (1947–1954)              |
|                            | Troisième Force |                             | René Pleven                      | 1                                                    | 12 juillet 1950 28 février 1951 (7 mois et 7 jours)          | UDSR        |                                    | Édouard Herriot                    |                                              | Vincent Auriol SFIO (1947–1954)              |
|                            | Troisième Force |                             | Henri Queuille                   | 3                                                    | 10 mars 1951 10 juillet 1951 (4 mois et 1 jour)              | RAD         |                                    | Édouard Herriot                    |                                              | Vincent Auriol SFIO (1947–1954)              |